# São Bento do Una
São Bento do Una es un municipio brasileño del estado de Pernambuco. Administrativamente está compuesto por los distritos sede y Espírito Santo, y los poblados de Jurubeba, Pimenta, Queimada Grande, Maniçoba y Gama. Tiene una población estimada al 2020 de 60 042 habitantes.

## Historia
São Bento do Una fue poblado alrededor de 1825, originada de la que fue una hacienda llamada Santa Cruz, perteneciente a Antônio Alves Soares, fugitivo de la gran sequía que llegó a la región en 1777. En poco tiempo, con la llegada de más colonos, toda la región de los valles del Río Una, Ipojuca y Riachão se hizo habitada y próspera.
Preocupados con la inusual aparición de cobras venenosas en aquellos inhóspitos parajes, los nuevos habitantes, demostrando profundo sentimiento religioso, invocaron en plegarias fervorosas la protección de San benito (São Bento), santo reconocido como protector de las víctimas de las ofensas. Y fueron tantos los llamamientos, y tanto se habló en São Bento, que culminó con el cambio de nombre del lugar a "Povoado de São Bento".
Con la llegada de más personas, inclusive el Padre Francisco José Correa, se hizo erigir una inmensa cruz, siendo años después, la capilla donde surgiría la Iglesia Matriz.
La emancipación política ocurrida el 30 de abril de 1860 transformó el próspero Poblado en Villa, desglosándose de Garanhuns.
Con miras al desarrollo de la villa, São Bento fue elevado la categoría de ciudad a través de la Ley Provincial 440, del 8 de junio de 1900.
Por el anexo del decreto-ley provincial n. 952, del 31 de diciembre de 1943, casi medio siglo después, para evitar que su nombre fuera confundido con otras localidades que poseían el mismo nombre, le fue añadido "del Una", inspirado en el nombre del río homónimo que corta la ciudad. Según el escritor são-bentense Gilvan Lemos, la idea de añadir la expresión "del Una" al topónimo São Bento fue del general João Augusto de Siqueira, también nacido en la ciudad.

## Cultura
Es la ciudad natal del cantante y compositor Alceu Valença.